# I’m a Believer
I’m a Believer – piosenka z 1966 roku, napisana przez Neila Diamonda. Pierwotnie została nagrana przez amerykański zespół The Monkees. Utwór został wydany na singlu, który w grudniu tego samego roku dotarł na szczyt amerykańskiego zestawienia Billboard Hot 100, gdzie pozostał przez siedem tygodni. Również w Wielkiej Brytanii nagranie zwieńczyło tamtejszy wykaz UK Singles Chart.

## Rekordowa sprzedaż
Płyta zajęła miejsce 57. na liście wszech czasów magazynu Billboard, uwzględniającej liczbę sprzedanych krążków, jak i emisję piosenek w rozgłośniach radiowych. Na świecie singiel rozszedł się w nakładzie ponad 10 mln sztuk, będąc w gronie około 30 wydawnictw, które przekroczyły ten wynik.

## Wersja EMF
Brytyjski zespół EMF nagrał wspólnie z duetem komików Reeves and Mortimer w 1995 roku i wydał na singlu cover tego utworu.

### Spis utworów
1. I’m a Believer (3:10) (EMF oraz Reeves and Mortimer)
2. At This Stage I Couldn’t Say (1:22) (Reeves and Mortimer)
3. I’m a Believer (Unbelievable Mix) (4:07) (EMF oraz Reeves and Mortimer)
4. La Plage (3:45) [EMF]

## Wersja Smash Mouth
W 2001 zespół Smash Mouth nagrał swoją wersję utworu, która wydana została na singlu, który promował album Smash Mouth, pierwotnie nagrany z Eddiem Murphym. Piosenka weszła w skład ściężki dźwiękowej do filmu Shrek z 2001.

### Spis utworów
1. „I’m a Believer” (pop radio mix)
2. „I’m a Believer” (album version)
3. „All Star” (god lives underwater remix)
4. „All Star” (album version)

## „I’m a Believer”, wersja niemiecka w filmieJojo Rabbit
Wersja niemieckojęzyczna „I’m a Believer” jako „Mit all deiner Liebe” (Z całą Twoją miłością), w filmie Jojo Rabbit, zaśpiewana i nagrana w 1972 roku przez Jacka White’a (urodzonego jako Horst Nußbaum), niemieckiego kompozytora i producenta, byłego piłkarza.